# نورا إيفانوفا
نورا إيفانوفا (بالألمانية: Nora Edletzberger)‏ هي منافسة ألعاب القوى نمساوية، ولدت في 1 يونيو 1977 في بلغاريا.

## وصلات خارجية
- نورا إيفانوفا على موقع الاتحاد الدولي لألعاب القوى (الإنجليزية)